# Eric Poujade
Eric Poujade (Aix-en-Provence, 8 de agosto de 1972-1 de julio de 2024) fue un gimnasta artístico francés, especialista en la prueba de caballo con arcos con la que ha logrado ser subcampeón olímpico en 2000.

## Carrera deportiva
En el Mundial de Brisbane 1994 gana la plata en caballo con arcos —tras el rumano Marius Urzică que ganó el oro— y en el Mundial de Lausana (Suiza) de 1997 gana también la plata en el mismo ejercicio, en esta ocasión tras el alemán Valery Belenky y por delante del norcoreano Pae Gil Su.
En los JJ. OO. de Sídney (Australia) de 2000 consigue la medalla de plata en la competición de caballo con arcos, tras el rumano Marius Urzica (oro) y por delante del ruso Alexei Nemov (bronce).